# Scotti - Isotta Fraschini Cal 7,7
La Scotti - Isotta Fraschini Cal 7,7 è una mitragliatrice aeronautica italiana sviluppata dalla Isotta Fraschini dalla metà degli anni '30 ed utilizzata principalmente come armamento difensivo su alcuni velivoli della Regia Aeronautica e di altre aviazioni dalla seconda metà degli anni '30 fino alla fine della seconda guerra mondiale.

## Storia ed impiego
Come la sua sorella maggiore in calibro 12,7 mm questa mitragliatrice è un tentativo di proporre un'arma migliore della paricalibro Breda-SAFAT da parte della Isotta Fraschini, creando un'arma più leggera e con una cadenza di fuoco più alta. L'arma ha effettivamente un rateo di fuoco maggiore, ma è meno affidabile della Breda-SAFAT, ed è stata usata molto meno, principalmente in postazioni difensive di bombardieri e ricognitori.
Il progetto risale al 1935, quando la Scotti vendette alla Isotta Fraschini la licenza per la produzione e lo sviluppo di armi con calibri compresi tra 7 e 9 mm.
Inizialmente l'arma ebbe successo solo nell'esportazione, venendo installata sugli aerei acquistati da Ungheria (123 armi), El Salvador (12 armi) e Paraguay (66 armi).
Ne venne proposta anche una versione sincronizzata per installazioni in caccia, presentata al Salone Internazionale Aeronautico di Milano nel 1937, ma non ebbe nessun successo.
L'arma venne finalmente adottata dalla Regia Aeronautica nel 1938 e venne installata principalmente sugli aerei Caproni (la Isotta Fraschini faceva parte del gruppo Caproni dal 1932). Durante il suo servizio nella Regia Aeronautica non fu molto apprezzata dagli equipaggi che le preferirono la paricalibro Breda-SAFAT, considerata più robusta ed affidabile, tanto che, quando possibile, si provvide alla sua sostituzione con le Breda.

## Descrizione
Come tutte le armi di brevetto Scotti la Scotti - Isotta Fraschini cal 7,7 è un'arma a presa di gas, raffreddata ad aria e con otturatore ad arresto tangenziale in tre pezzi: chiavistello, noce girevole e cilindro.
L'alimentazione avviene tramite nastro metallico a maglie disgreganti e può essere effettuata sia da destra sia da sinistra cambiando bocchetto e cartella d'alimentazione. I bossoli esplosi vengono scaricati dal basso. La leva di armamento si trova sul lato superiore. L'arma spara ad otturatore aperto.

## Velivoli utilizzatori
- Caproni AP.1 (Paraguay e El Salvador)[8]
- Caproni Ca.135 (Ungheria)[8]
- Caproni Ca.310
- Caproni Ca.311
- Caproni Ca.316
- Cant.Z. 1007